# ラグビー香港代表
ラグビー香港代表（―ほんこんだいひょう、中国語: 香港欖球代表隊）は、香港ラグビーフットボール協会によるラグビーユニオンのナショナルチーム。2023年以降は「ホンコン・チャイナ代表」ともいう。愛称は「ドラゴンズ（Dragons）」。

## 呼称
2023年以降、日本ラグビーフットボール協会は「ホンコン・チャイナ代表」と呼んでいる。
同協会のテストマッチ一覧によると、2022年までは「香港代表」と記述され、2023年から「ホンコン・チャイナ代表」に変わった。
男子15人制日本代表および女子15人制日本代表は、2017年のテストマッチまで「香港代表」だった。以降は対戦が無く、2025年5月に行われる男子第2代表チームJAPAN XVとの対戦で「ホンコン・チャイナ代表」となった。

## 概要
最初のテストマッチは1969年3月9日の日本戦で、22-24の僅差負けであった。
2007年W杯では、アジア最終予選を開催国として迎えたが、日本・韓国に連敗。悲願の本大会出場はならなかった。
その後の大会でも2015年W杯、2019年W杯、2023年W杯と3大会連続で最終予選に進出するがいずれも欧州・アメリカ大陸勢に阻まれ本大会出場を逃した。
本大会出場国増加に伴い、アジアに新たな出場枠が追加された2027年W杯は予選となるアジアラグビーチャンピオンシップ2025を制してワールドカップ初出場を決めた。
アジアでは2018年以降のアジアラグビーチャンピオンシップで優勝を続けている。

## ワールドカップの成績
- 1987年 - 不参加
- 1991年 - 予選敗退
- 1995年 - 予選敗退
- 1999年 - 予選敗退
- 2003年 - 予選敗退
- 2007年 - 予選敗退
- 2011年 - 予選敗退
- 2015年 - 最終予選敗退
- 2019年 - 最終予選敗退
- 2023年 - 最終予選敗退
- 2027年 - 本大会出場